# Arthur Bell
Arthur Armstrong Bell, född 20 februari 1899 i Toronto, död 23 februari 1963 i Toronto, var en kanadensisk roddare.
Bell blev olympisk silvermedaljör i åtta med styrman vid sommarspelen 1924 i Paris.